# Dettelbach (Main, Dettelbach)
Der Dettelbach (auch Dettel, Brücker Bach, Schnepfenbach) ist ein etwa 11 Kilometer langer rechter Nebenfluss des Mains in Bayern. Das Gewässer dritter Ordnung ist bis heute von großer kultureller Bedeutung für die gleichnamige Gemeinde Dettelbach im Landkreis Kitzingen, deren Hauptort seinen Namen vom Bach ableitet.

## Name
Die sprachliche Herleitung des Bachnamens ist nach wie vor umstritten. Die ältere Literatur verwies auf einen weiblichen Personennamen aus der fränkischen Landnahmezeit im 8. Jahrhundert. Häufiger sind allerdings für Namen mit dem Suffix -bach Tiere als Bestimmungswort anzutreffen. In Grimms Wörterbuch taucht unter der Bezeichnung didelinen die Bedeutung kindisch tändeln auf. In modernen Wörterbüchern erscheint unter dem Wort tändeln die Bedeutung „etwas in spielerisch-leichter Weise tun“. 
Der Name Dettelbach verweist auf die spielerische und tänzelnde Leichtigkeit, mit der der Bach in seinem Bett fließt. Der Name des Baches wurde auf den Mündungsort, die heutige Stadt Dettelbach übertragen. In älteren Kartenwerken tauchen weitere Bezeichnungen für den Oberlauf des Baches auf. So ist hier zwischen Prosselsheim und Neusetz die Benennungen Seebach und Altbach zu finden.

## Geographie

### Verlauf
Der Dettelbach entspringt im sogenannten Bauernholz nordwestlich des Prosselsheimer Gemeindeteils Püssensheim im unterfränkischen Landkreis Würzburg. Zunächst verläuft er unterirdisch, bis er nördlich des Dorfes an die Oberfläche tritt. Noch im Ort fließt der kanalisierte Binsachgraben der Dettel zu. Der Dettelbach fließt in südöstlicher Richtung an Prosselsheim vorbei und weiter nach Dettelbach-Neusetz, wobei er mit der Neusetzer Gemarkung den Landkreis Kitzingen erreicht. In der Folge durchquert der Dettelbach den Dettelbacher Gemeindeteil Schnepfenbach, in Dettelbach-Brück fließt der Schernauer Bach zu. 
Nun begleiten den Dettelbach mehrere Mühlengebäude, die in der Vergangenheit das Mehl für die Stadt Dettelbach produzierten. Der Bach erreicht auf Höhe des Brücker Tores die historische Dettelbacher Altstadt und teilt diese in einen westlichen und einen östlichen Teil. Der Dettelbach wird unter dem spätmittelalterlichen Rathaus Dettelbachs hindurchgeführt und ist in der eng bebauten Stadt vielerorts überbrückt. Am Standort des ehemaligen Maintors verlässt der Bach die Stadt und mündet bei Flusskilometer 294 in den Main.

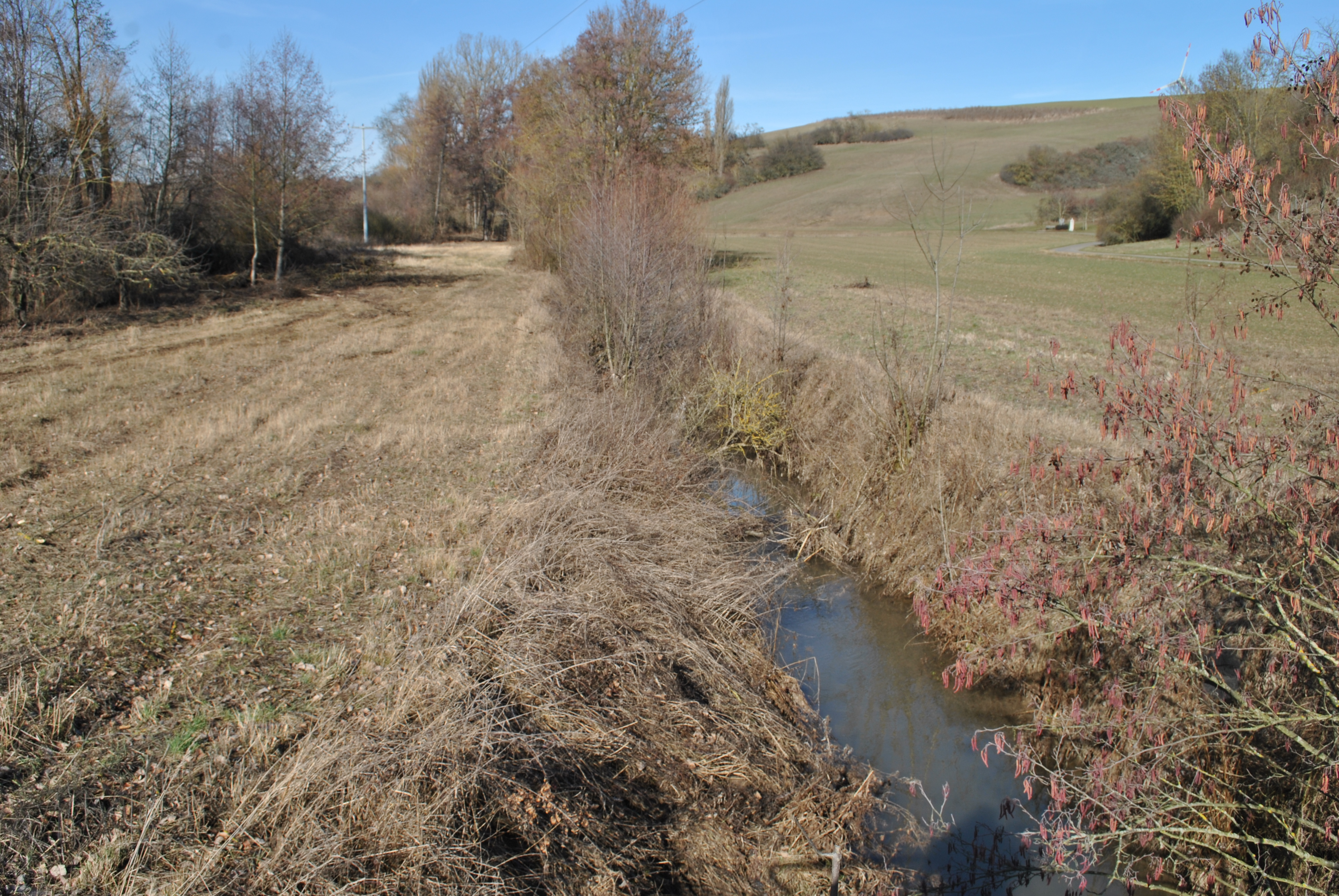
Der Dettelbach bei Neusetz

### Zuflüsse
Zu den Zuflüssen des Dettelbachs gehören (flussabwärts betrachtet).
| Name                | GKZ     | Länge [km] | EZG [km²] | Zuflussrichtung | Mündungsort   |
| ------------------- | ------- | ---------- | --------- | --------------- | ------------- |
| Binsachgraben       | 243321? | ca. 03,56  | ca. 06,22 | rechts          | Püssensheim   |
| Sulzhofer Graben    | 243321? | ca. 02,84  | ca. 01,84 | rechts          | Schnepfenbach |
| Gereutgraben        | 243321? | ca. 02,61  | ca. 01,57 | rechts          | Brück         |
| Schernauer Bach     | 2433220 | ca. 04,34  | ca. 07,94 | rechts          | Brück         |
| Bibergauer Mühlbach | 2433240 | ca. 05,76  | ca. 11,00 | rechts          | Dettelbach    |

### Rinnenbach
Im südlichen Teil des Einzugsgebietes wurde früher der Rinnenbach nach links abgezweigt, der mehrere Mühlen antrieb. Unterhalb der Lamprechtsmühle konnte ein offener Schieber betätigt werden, wozu aber das Einverständnis aller beteiligten Müller eingeholt werden musste. Die Kieselsmühle war dann die erste Mühle, die vom Wasser des Rinnenbaches angetrieben wurde. Besondere Bedeutung hatte der Rinnenbach in der Altstadt von Dettelbach.
Diese erreichte er etwas östlich des Dettelbachs selbst. Er floss durch eine Grabenrinne (hieraus erklärt sich der Name) in der Eichgasse mitten durch die Stadt. Die Abschnitte entlang der Straße waren von Holzbohlen überdeckt, um den Straßenverkehr nicht zu beeinträchtigen. Der Rinnenbach mündete inmitten der Altstadt in den Dettelbach zurück und zweigte dann auf Höhe des Rathauses wiederum vom Dettelbach ab. Nach Durchquerung des südlichen Stadtgrabens mündete er eigenständig in den Main.
Der Rinnenbach wurde in den 1960er Jahren abgebaut. Der Name des Rinnenbachwegs zwischen Kieselsmühle und Altstadt erinnert noch heute an das Gewässer.

## Flora und Fauna
Große Teile des Dettelbachufers werden heute von den unteren Naturschutzbehörden unter Schutz gestellt. Entlang des Bachs haben sich viele ursprüngliche Auwälder erhalten, die als Biotope vermerkt wurden. Der Abschnitt „Schnepfenbach zwischen Neusetz und der Küffleinsmühle“ stellt das besondere Schutzinteresse an den hier befindlichen vegetationsfreien Wasserflächen des Baches heraus. Der Bach sorgt für die Entstehung von nassen bzw. feuchten Hochstaudenfluren in seiner unmittelbaren Umgebung.
Der Oberlauf des Baches in den Gemarkungen Püssensheim und Prosselsheim wurde 1987 in die Biotopliste mit aufgenommen. Hier begleiten den Flusslauf mehrere Hecken, die aus Holunder und Schlehen bestehen. Die Landschaft bietet insbesondere Nistmöglichkeiten für Heckenbrüter. Daneben sind Gewässer-Begleitgehölze zu finden, darunter der Feldahorn, die Hainbuche, die Zwetschge, der Weißdorn und die Hängebirke.

## Dettelbachmühlen
Von der Quelle bis zur Mündung lagen mindestens neun Getreide- bzw. Sägemühlen am Dettelbach, die für die Versorgung der Bevölkerung zuständig waren. Dabei wurden einige vom Wasser des abgeleiteten Rinnenbachs gespeist, wie die Kieselsmühle, die Hirschmühle und die Bohnmühle. Heute sind alle Mühlenbetriebe stillgelegt und die meisten Baulichkeiten modernisiert oder verschwunden. 
| Name                      | Gemarkung     | Zustand         | Eckdaten |
| ------------------------- | ------------- | --------------- | --- |
| Dorfmühle (Schnepfenbach) | Schnepfenbach | stark verändert | Ersterwähnung 1468, Aufgabe unklar                                                                                             |
| Dorfmühle (Brück)         | Brück         | stark verändert | Ersterwähnung vor 1574, Abriss in den 1960er Jahren                                                                            |
| Küffleinsmühle            | Dettelbach    | stark verändert | Ersterwähnung 1567, Namen: „Küffleinsmühle“, Aufgabe 1927                                                                      |
| Lamprechtsmühle           | Dettelbach    | erhalten        | Ersterwähnung 1465, Namen: „Hederleinsmühle“, „Schederleinsmühle“, „Mittelmühle“, Aufgabe 1932                                 |
| Kieselsmühle              | Dettelbach    | stark verändert | Ersterwähnung 1567, Rinnenbach, Namen: „Weihersmühle“, Aufgabe unklar                                                          |
| Dutzendmühle              | Dettelbach    | stark verändert | Errichtung 1850, Aufgabe 1898                                                                                                  |
| Hirschmühle               | Dettelbach    | stark verändert | Errichtung 1732, Rinnenbach, Namen: „Dürrsmühle“, „Mühle am Rinnenbach“, Aufgabe 1936                                          |
| Bohnmühle                 | Dettelbach    | abgegangen      | Ersterwähnung 1567, Rinnenbach, Namen: „in der Bohn“, „Obere oder Stadtmühle“, „Rabensteinmühle“, Aufgabe in den 1980er Jahren |
| Untermühle                | Dettelbach    | stark verändert | Ersterwähnung 1567, Namen: „Unterstadtmühle“, „Untermühle am Maintor“, Aufgabe 1941                                            |